# Sergei Stanislawowitsch Arekajew
Sergei Stanislawowitsch Arekajew (russisch Сергей Станиславович Арекаев; * 22. September 1978 in Elektrostal, Russische SFSR) ist ein russischer Eishockeyspieler, der seit 2010 bei Molot-Prikamje Perm in der Wysschaja Hockey-Liga unter Vertrag steht.

## Karriere
Sergei Arekajew begann seine Karriere als Eishockeyspieler in der Nachwuchsabteilung des HK Spartak Moskau, für dessen Profimannschaft er von 1999 bis 2003 zunächst in der Wysschaja Liga, der zweiten russischen Spielklasse, sowie nach dem Aufstieg 2001 in der Superliga aktiv war. Nachdem die Mannschaft 2003 erneut in die zweite Liga abgestiegen war, stand der Flügelspieler in den folgenden fünf Jahren bei Ak Bars Kasan, dem HK Metallurg Magnitogorsk, Sewerstal Tscherepowez, Chimik Moskowskaja Oblast und Amur Chabarowsk in der Superliga unter Vertrag. 
Zur Saison 2008/09 wurde Arekajew vom HK MWD Balaschicha aus der neu gegründeten Kontinentalen Hockey-Liga verpflichtet. Bereits nach 15 Spielen wechselte er den Verein und unterschrieb bei MWDs Ligarivalen Neftechimik Nischnekamsk. Dort begann er auch die folgende Spielzeit, schloss sich nach nur zwei Spieltagen jedoch seinem Ex-Club Amur Chabarowsk an, für den er in den folgenden eineinhalb Jahren spielte. Zur Mitte der Saison 2010/11 wechselte er zu Molot-Prikamje Perm aus der Wysschaja Hockey-Liga.   

## Erfolge und Auszeichnungen
- 2001 Aufstieg in die Superliga mit dem HK Spartak Moskau

## Statistik
(Stand: Ende der Saison 2010/11)